# Matmata
Matmata er en huleby der ligger i det sydlige Tunesien på kanten af Sahara. 
Området bebos af berbere, som man kan træffe i Matmataområdet der nu er en kendt turistdestination. De lever i huler gravet ind i klipperne. Det giver en behagelig temperatur året rundt, og er desuden en god kamuflage. Berberne ønsker ikke at være en del af det moderne Tunesien.  
Områdets historie er ikke kendt, da man kun har en mundtlig historietradition, men det menes at gå tilbage til romertiden
George Lucas optog  dele af  Star Wars i hulebyen,  i midten af 1970erne.
33°32′33.5″N 09°58′0.5″Ø / 33.542639°N 9.966806°Ø
- Wikimedia Commons har flere filer relateret til Matmata